# Pavel Grudinin
Pavel Grudinin (in russo Павел Николаевич Грудинин?; Mosca, 20 ottobre 1960) è un politico e imprenditore russo, candidato per il Partito Comunista della Federazione Russa alle elezioni presidenziali del 2018.

## Biografia
Grudinin nacque a Mosca da Nikolai Grudinin e Serafima Grudinina (nata Pishchik), ambedue agricoltori incontratisi mentre studiavano all'Accademia Agricola Timiryazev di Mosca. Nel 1961 i coniugi Grudinin vennero trasferiti nel Leninskij rajon di Mosca per lavorare al Sovchoz Lenin.
I suoi nonni paterni erano originari del Governatorato imperiale di Vologda. Suo padre nacque nel Grjazoveckij rajon e crebbe a Vologda. Suo nonno materno era di origini ebraiche e proveniva dall'oblast' di Stalingrado, ma si trasferì a Leningrado sposando una donna di etnia russa; egli inoltre combatté nella Grande Guerra Patriottica.
Grudinin è di religione ortodossa, anche se critica la Chiesa ortodossa russa per "interferire con gli affari temporali".
Dopo essersi diplomato nel 1977, si iscrisse all'Università di Mosca di ingegneria agricola alla facoltà di ingegneria meccanica, laureandosi nel 1982, per poi lavorare al Sovchoz Lenin, dove i genitori trovarono impiego.
A partire dal 1997 è stato eletto deputato della Duma dell'oblast' di Mosca per tre volte. Il suo ultimo mandato è scaduto nel 2011.
Il 23 dicembre 2017 il Partito Comunista della Federazione Russa lo ha scelto come candidato per le elezioni presidenziali in Russia del 2018.